# 36 caprichos para guitarra, op. 20 (Luigi Legnani)
36 caprichos para guitarra, op. 20 es una obra formada de 36 piezas cortas, cada una en una sola página, que fue compuesta por el virtuoso guitarrista italiano Luigi Legnani y se publicó por primera vez a finales de 1813 en Viena por la editorial Artoria. El hecho de llamarlo "36 Caprichos" en lugar de "36 Estudios" era una decisión comercial según apuntan algunas informaciones, aunque no está confirmado.[cita requerida] La obra es un abanico de la técnica guitarrística desde acordes, arpegios y ligados hasta escalas, terceras, sextas y octavas en todas las tonalidades (mayores y menores). Es un trabajo del cual se verá su influencia en otros guitarristas y compositores de la época, como también los 24 caprichos Op.1 (compuestos en 1805 pero publicados el 1820) de N. Paganini influyeron en esta obra dada la amistad entre los dos músicos.

## Numeración e indicaciones de carácter
1. Andante
2. Allegro
3. Moderato
4. Allegretto
5. Allegro molto
6. Maestoso
7. Prestissimo
8. Andante
9. Largo
10. Allegretto
11. Andante
12. Allegro non tanto
13. Allegro moderato
14. Largo assai
15. Allegro Moderato
16. Andante sostenuto
17. Allegro
18. Maestoso
19. Allegretto grazioso
20. Marziale
21. Allegro giusto
22. Adagio
23. Allegro maestoso
24. Allegro molto
25. Andante grazioso
26. Allegro giusto
27. Allegretto espressivo
28. Largo
29. Prestissimo
30. Maestoso
31. Allegro
32. Largo
33. Pollacca
34. Allegro maestoso
35. Larghetto cantabile
36. Moderato

## Primera grabación completa en CD
La primera grabación completa de la cual se tiene constancia, fue hecha por el guitarrista checo Pavel Steidl con el sello discográfico Naxos en el año 1996. La grabación incluyen los 36 caprichos del Op.20 y también la Fantasía Op.19 también de L. Legnani.